# Ratak
Lanac Ratak ("svitanje") je niz otoka unutar otočne države Maršalovi Otoci.  Na ovoj skupini otoka, prema podacima iz 1999., živi oko 30.925.
Atoli i izolirani otoci ovog otočnog lanca su:
- atol Bokak
- atol Bikar
- atol Utirik
- atol Taka
- otok Mejit
- atol Ailuk
- otok Jemo
- atol Likiep
- atol Wotje
- atol Erikub
- atol Maloelap
- atol Aur
- atol Majuro
- atol Amo
- atol Mili
- atol Narikirk (Knox)

## Poveznice
- Ralik